# Cyben Žamcarano
Cyben Žamcarano (rusky Цыбен Жамцаранович Жамцарано, mongolsky Жамсрангийн Цэвээн Džamsrangín Cevén; 1881? Suduntuj – 14. května 1942 vězení Sol-Ileck) byl mongolský spisovatel, vědec, mongolista burjatského původu.
Učil se v Čitě, Petrohradu (středoškolské vzdělání), tam pokračoval ve studiích na tamější univerzitě. V letech 1911–1932 působil hlavně v samostatném Mongolsku, podílel se na kulturním a politickém životě, vydával noviny, psal program pro Mongolskou lidovou stranu. Po politických změnách byl roku 1932 vyhoštěn a působil na petrohradské univerzitě, v roce 1937 byl zatčen a zemřel ve vězení.
Od mládí se zajímal o šamanismus a folklor, se kterým se běžně setkával v rodišti, k tomuto tématu sbíral materiály při častých cestách v Zabajkalsku a Vnějším Mongolsku (jako student a poté pedagog petrohradské univerzity). Druhá oblast jeho vědeckého zájmu bylo staré mongolské právo (zákoník chalských Mongolů). Důležitá je jeho práce v ruštině Монгольские летописи XVII века (Mongolskije letopisi XVII veka, 1936) o mongolském letopisectví. V roce 1921 založil tzv. vědeckou komisi, která ve 20. letech vytvořila systém mongolských národních kulturních institucí, včetně akademie věd, knihovny, muzea, archivu.

## Život
Narodil se v Suduntuji v Aginském okruhu v burjatské rodině v roce 1881, nebo 1880. Jméno je uváděno buď podle zvyku ruského Cyben Žamcarovič Žamcarano, jak je užívají Burjati v Rusku, případně podle mongolského způsobu Džamsrangín Cevén (klasickou mongolštinou Jamcarangnov-un Čeveng). Zača se učit v Čitě, poté na středoškolská studia odešel do Petrohradu na soukromou školu vedenou Burjatem Pjotrem Badmajevem. Následně absolvoval (1898–1902) pedagogický seminář Irkutské univerzity a učil v Aginsku. Poté se s burjatským souputníkem Bazarem Baradijnem (později pracoval v Ulan-Ude) vrátil do Petrohradu jako posluchač (auditor) univerzity, v letech 1903 a 1904 sponzorovala ruská akademie (institut orientalistiky) studijní pobyty v Zabajkalsku, v následujících letech, když se osvědčil jako dokumentátor folkloru, pokračoval v cestách na ruském území i do Urgy.
Po politických změnách v Mongolsku roku 1911 vyslalo Rusko vyslance Ivana Korostovce, který Žamcaranovi nabídl místo redaktora nových novin (Шинэ толь Šine tol, Nové zrcadlo). V roce 1919 se musel vrátit do Ruska, učil na univerzitě v Irkutsku. Ze publikoval o mongolském právu, včetně raněnovověkého zákoníku Chalchů Chalcha džirom.
V roce 1921 se po uklidnění situace vrátil do Urgy. Zde stál u zrodu mongolské vědecké komise (v moderní mongolštině Судар бичгийн хүрээлэн, doslova ústav či komise písem a rukopisů). Tato komise vytvořila základ pro Mongolskou akademii věd, Mongolskou národní knihovnu, v roce 1924 vzniklo muzeum a v roce 1927 na základě aktivit komise, která se snažila soustředit písemnosti z venkova, vznikl základ dnešního Mongolského národního ústředního archivu. Komise také financoval stipendia studentů v Evropě. Ve dvacátých letech se v Mongolsku také podařilo nalézt důležitý letopisecký svod Altan tobči.
V roce 1932 kvůli politickým změnám opět musel Mongolsko opustit a přesunul se do Leningradu (Petrohradu), kde pracoval pod profesorem Nikolasem Poppe, toto období bylo vědecky plodné, v roce 1935 získal titul doktora filologických věd. V roce 1937 byl ale zatčen a odsouzen k odnětí svobody a jeho osud byl na dlouho nejasný. V roce 1956 byl rehabilitován, ale úřady neodtajnili okolnosti úmrtí. Teprve v 90. letech bylo publikováno, že zemřel 14. května 1942 ve vězení Sol-Ileck, Orel, Orenburská oblast.
Vědecké osobní fondy se dochovaly v Petrohradě.